# Chiesa di Sant'Agostino (Brescia)
La chiesa di Sant'Agostino è una chiesa di Brescia, situata nell'omonimo vicolo posto nell'angolo nord-est di piazza del Duomo, contigua alla facciata del Broletto. Di fondazione molto antica, fu ricostruita in epoca gotica e nei secoli successivi subì numerose traversie, fra cui l'annessione allo stesso Broletto per poterne utilizzare i locali come uffici, annessione che vide anche l'inserimento di un piano mezzano che divise in due lo spazio interno. Dopo decenni di abbandono, è stata recuperata nel 2001 assieme ai locali annessi, restaurando il tutto e ricavando al suo interno una sala conferenze. Della chiesa rimangono la bella facciata in cotto, numerosi affreschi del Quattrocento al piano superiore e due arcate gotiche con relativi pilastri nella sala annessa a sud.

## Storia
La chiesa viene citata per la prima volta nel 1145 come proprietà dei canonici della cattedrale e, subito dopo, nel 1149, è nominata nel Liber Potheris, cioè gli atti delle prime riunioni del neonato Comune cittadino. Il suo nome torna nuovamente poco dopo, nel 1175, in una bolla di Papa Alessandro III che ne conferma la proprietà al capitolo. In questo periodo, la chiesa, di fondazione evidentemente recente, doveva ancora avere un aspetto romanico: più bassa, con tetto a capanna, già con il rosone in cotto ma senza le tre monofore e anche con un differente portale, più largo e a tutto sesto, come ancora oggi deducibile dai residui di muratura visibili in facciata (vedi dopo). Oltretutto, la chiesa era anche separata dal Broletto mediante uno stretto vicolo a sud, che verrà chiuso in seguito.
Nel 1232 era ancora dotata di campanile e di alcune case con una corte a ridosso della Fistula Grepa, il nome medievale dell'odierno vicolo Sant'Agostino. A partire dal 7 febbraio di quell'anno, il Comune avvia una minuziosa campagna di acquisti degli immobili e dei terreni immediatamente a nord del Broletto, quasi tutti di proprietà del capitolo, in vista di un suo ampliamento in quella direzione. L'ultimo brandello di area ancora di proprietà privata fu acquisito nel 1282, a seguito di una cessione fra l'altro molto contestata dal Capitolo. Ruolo determinante in questa fase dovette averlo il vescovo Berardo Maggi, futuro Signore di Brescia. Negli anni successivi, nell'ambito di unificazione dei vari lotti acquisiti, fu edificato il porticato gotico fra la torre Civica e la chiesa di Sant'Agostino, concepito come loggia a terra per gli incontri dei legali e le attese dei chiamati a giudizio. Sono note, comunque, anche attività di mercanti d'armi d'armature, di falchi da caccia e uccelli da richiamo. L'intera struttura viene poi sopralzata all'inizio del Trecento, creando un piano superiore dove si stabilirono le Magistrature Municipali.
La situazione rimane pressoché invariata per tutto il secolo, durante la dominazione viscontea, finché Pandolfo III Malatesta, nuovo signore di Brescia, nei primi del Quattrocento decide di insediare la sua corte proprio nell'ala nord del Broletto, facendo costruire la cappella Palatina al piano superiore, dietro l'abside della chiesa, chiamando Gentile da Fabriano per la decorazione pittorica interna. Per collegare la cappella al resto del Broletto viene inserita una scala nello stretto vicolo che separava il palazzo dalla chiesa, che viene in questo modo tamponato, unificando e congiungendo le facciate dei due edifici. Nello stesso periodo, la chiesa subisce un profondo rimaneggiamento: lo spazio interno, per ampliare i locali a disposizione del Broletto, viene diviso in due parti attraverso l'inserimento di un piano mezzano, che comporta la chiusura del rosone centrale e l'apertura di altre finestre per poter illuminare l'interno, ovvero le due monofore ai lati del portale e la monofora singola sopra il rosone. La struttura viene anche sovralzata, eliminando la facciata a capanna e inserendo un cornicione rettilineo ad archetti pensili in terracotta e merlature superiori.
Stando a studi sulla muratura di facciata, però, tale trasformazione della chiesa pare sia da collocare prima dell'arrivo di Pandolfo Malatesta, che si sarebbe limitato all'apertura della monofora superiore e al sovralzo della facciata: in sostanza, prima che il Malatesta prendesse il potere a Brescia, il piano mezzano era già stato inserito, il rosone era stato chiuso e le due monofore aperte. Insediato il Malatesta, che proprio in quest'ala del Broletto pose la sua reggia, evidentemente aprì la terza monofora superiore e sovralzò anche la facciata. Il portale romanico, a causa dell'apertura delle due monofore laterali e del restringimento dello spazio centrale, deve essere a sua volta sostituito con uno più sottile da poter inserire fra le due finestre: si ha dunque la realizzazione del portale in marmo ancora oggi visibile, chiaramente gotico, con archetti trilobati e tre stemmi al di sotto, asportati nel tempo. In ogni caso, l'edificio risulta ormai diviso in due metà: quella sottostante mantiene l'originaria destinazione di chiesa, mentre il piano superiore si trasforma in locale aggiuntivo ad uso del palazzo, variamente utilizzato nel corso dei secoli.

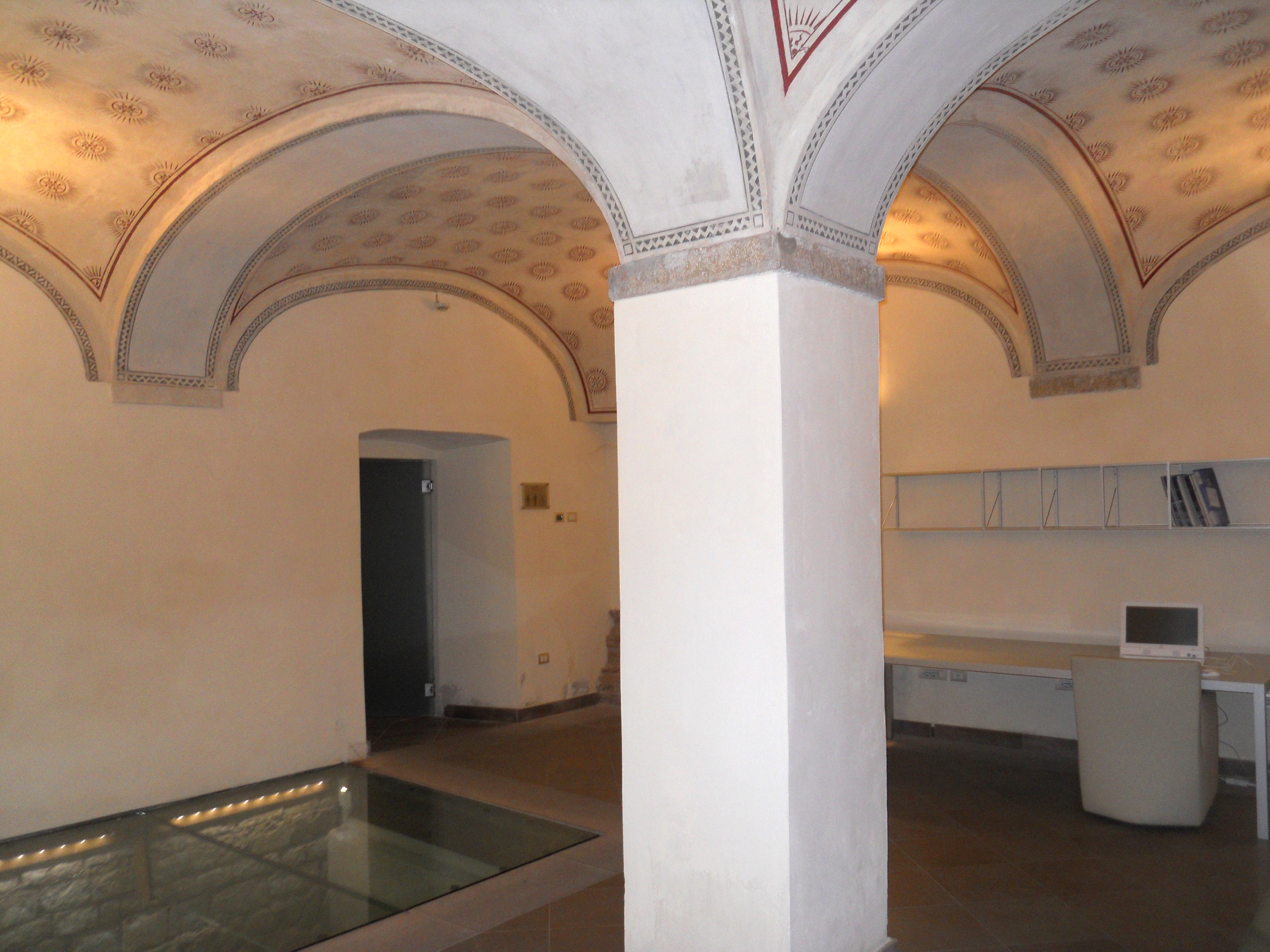
L'interno della chiesa oggi. In basso a sinistra si vedono i resti portati alla luce nel 2001

La situazione della chiesa, comunque, rimane invariata fino al 1564, quando il vescovo Bollani, con un'istanza del 20 maggio, trasferisce l'ormai storico oratorio di Sant'Agostino e affida la gestione della struttura alla Confraternita di San Giovanni Decollato, detta anche "della Misericordia". Il compito principale dei confratelli non è quello di amministrare la chiesa, di fatto già poco frequentata, ma di assistere i carcerati chiusi nelle prigioni del Broletto, poste nell'ala sud, di fronte alla fiancata della basilica di San Pietro de Dom. Nel 1580 la chiesa, come tutte le altre in città, viene visitata da san Carlo Borromeo: nella sua relazione, la chiesa viene definita ad uso del Broletto e quasi tutta coperta da volte. Inoltre scrive che non vi è la sagrestia e che i sacri paramenti sono conservati in una cassa dietro l'altare. Vi sono inoltre due porte laterali che conducono direttamente nel Palazzo Pubblico, mentre al piano superiore si apre una porta con una finestra tonda.
Durante il Seicento, mentre l'assetto architettonico interno dell'ala sud del Broletto veniva totalmente stravolto per la realizzazione dell'abitazione del podestà e a nord del cortile interno veniva inserito il grande loggiato di Baldassare Longhena, il piccolo angolo nord-est di Sant'Agostino con adiacente l'ultimo frammento dell'antico porticato gotico, fuori dall'area dei lavori di ammodernamento del palazzo, venivano assolutamente trascurati.
Durante il Settecento, invece, la chiesa comincia a subire il peso dei suoi stessi anni: il 12 aprile 1763 la Confraternita della Misericordia si trasferisce nella chiesa di San Giorgio a causa di un crollo nella volta che sosteneva il piano mezzano inserito nel Quattrocento. È dunque evidente che, nel 1763, dovette avvenire un cedimento serio, forse già anticipato in precedenza da altri meno gravi, tanto da dover sloggiare la Confraternita e, in pratica, dichiarare inagibile l'edificio, che non sarà neppure riparato a breve. Nella seconda metà del secolo le tre monofore vengono tamponate durante i lavori di ammodernamento di Domenico Corbellini, che apre due finestre rettangolari nelle monofore inferiori e altre due ai lati della monofora superiore.
Nell'Ottocento, a chiesa ormai dismessa, l'edificio passa nelle proprietà del governo napoleonico, il quale fa realizzare un grande scalone nell'area del semicerchio absidale della chiesa, che viene così tagliato. Diventata ormai parte dei locali del Broletto, la chiesa passa per anche per i lavori di restauro e ammodernamento del governo austriaco prima e di quello italiano poi, che vi pone parte degli uffici dell'ente provinciale. All'inizio del Novecento, l'architetto Antonio Tagliaferri attua un restauro stilistico sull'intero palazzo per epurarlo del disordine architettonico e stilistico causato dal succedersi dei secoli e dei governi, portando la struttura all'aspetto attuale. Anche la chiesa di Sant'Agostino viene interessata dal restauro: le quattro finestre rettangolari vengono chiuse e le tre monofore riparate. Viene anche completamente rimosso l'intonaco che copriva la facciata in mattoni, di fatto già caduto in parte.
La chiesa trova infine una sistemazione definitiva nel 2001, quando un restauro conservativo trasforma il piano inferiore e il frammento di porticato gotico adiacente in sala conferenze. Quest'ultima, in verità, viene collocata solamente nel porticato, dove viene anche posto un soppalco in ferro e legno con relativa scala: in chiesa viene solamente ricavata una reception dividendo la prima campata dalle due successive, utilizzate per altri scopi. Durante i restauri emergono anche resti murari di strutture precedenti e alcuni sepolcri antecedenti al X secolo, il tutto reso in parte visibile mediante un vetro a pavimento nell'angolo a sinistra dell'ingresso.

## Galleria d'immagini

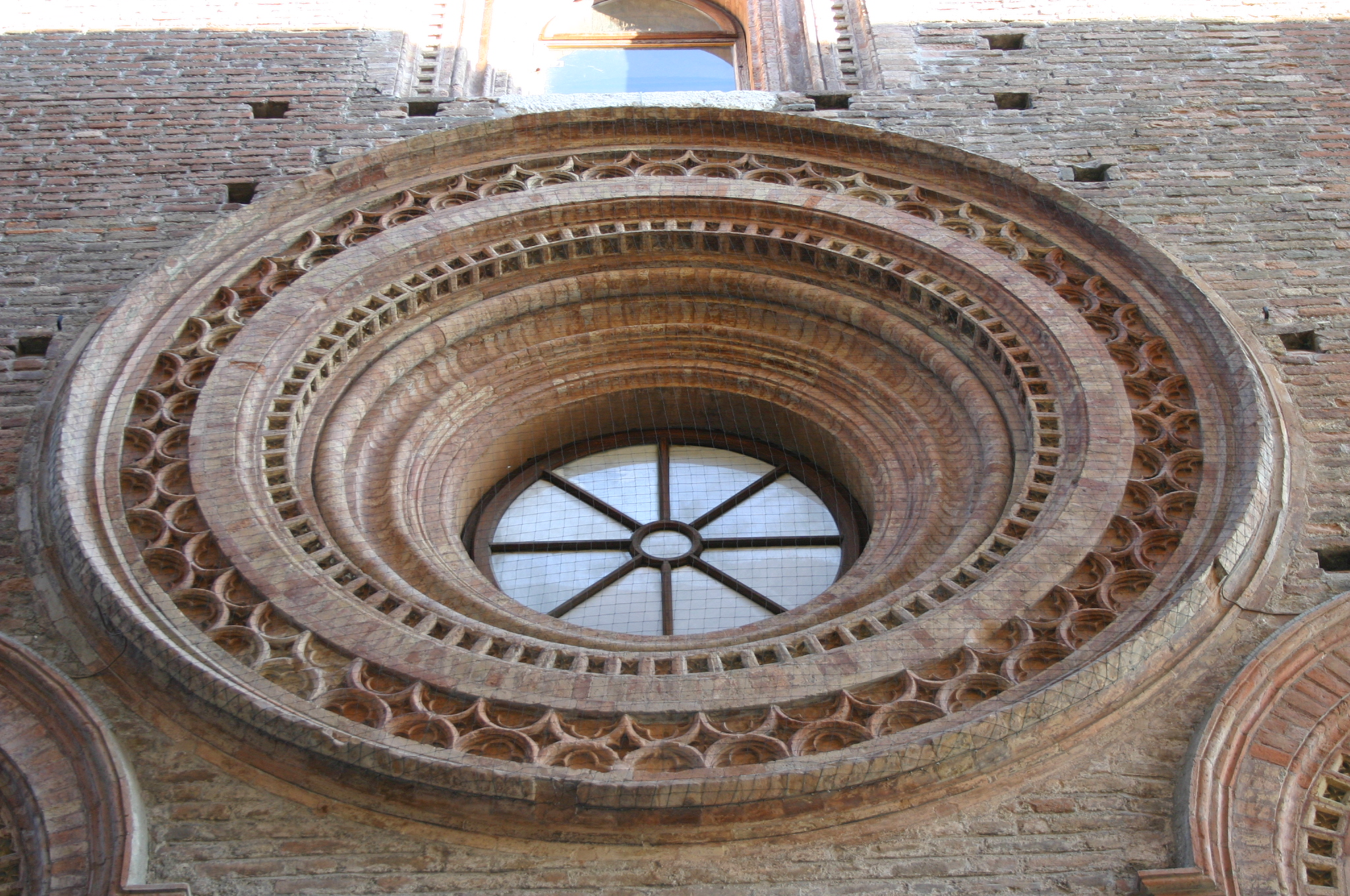
Il rosone
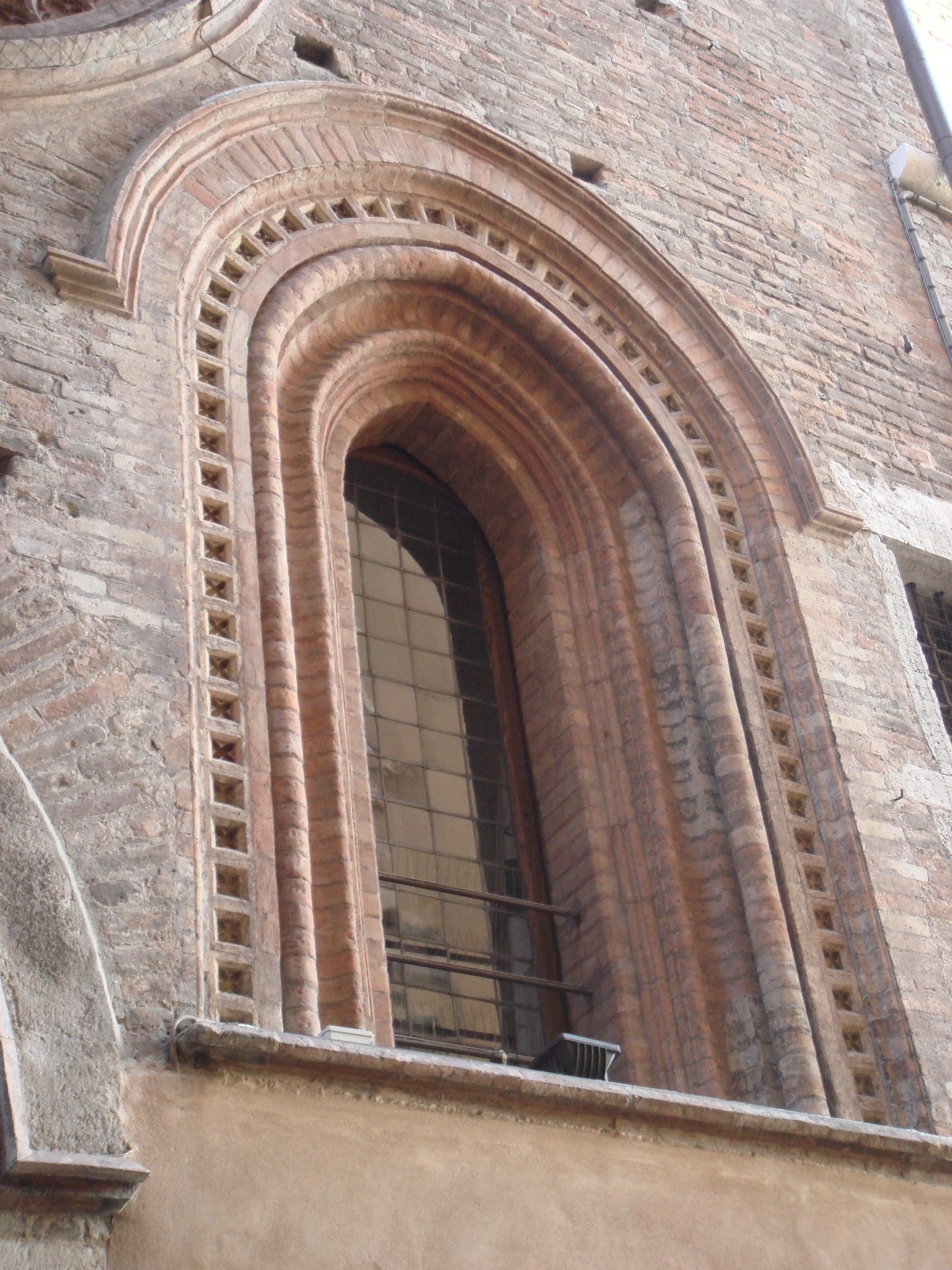
La monofora di destra
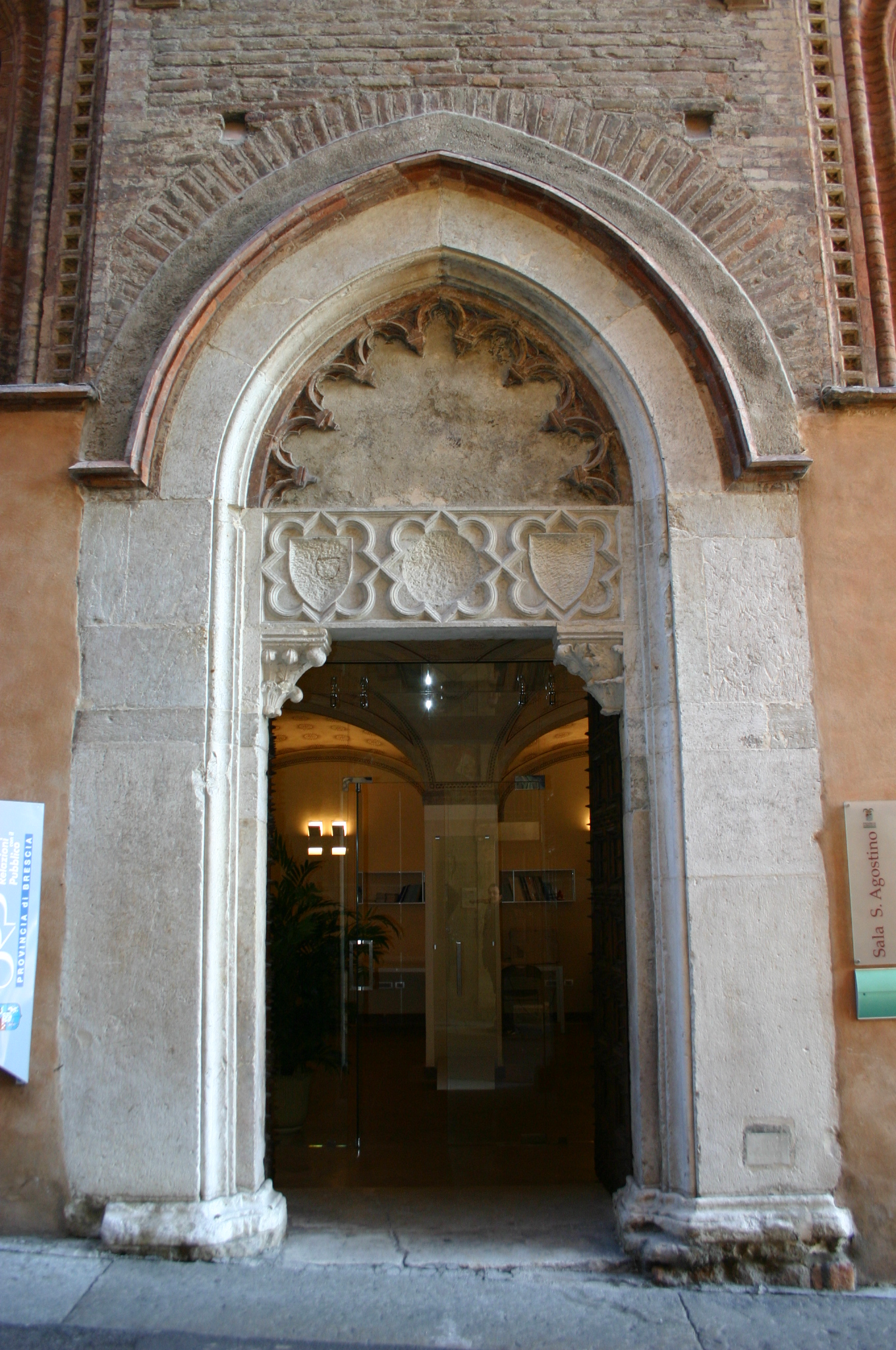
Il portale d'ingresso